# Metaphycus provisus
Metaphycus provisus är en stekelart som beskrevs av Sugonjaev 1977. Metaphycus provisus ingår i släktet Metaphycus och familjen sköldlussteklar.
Artens utbredningsområde är Kazakstan. Inga underarter finns listade i Catalogue of Life.